# 元帥 (イタリア)

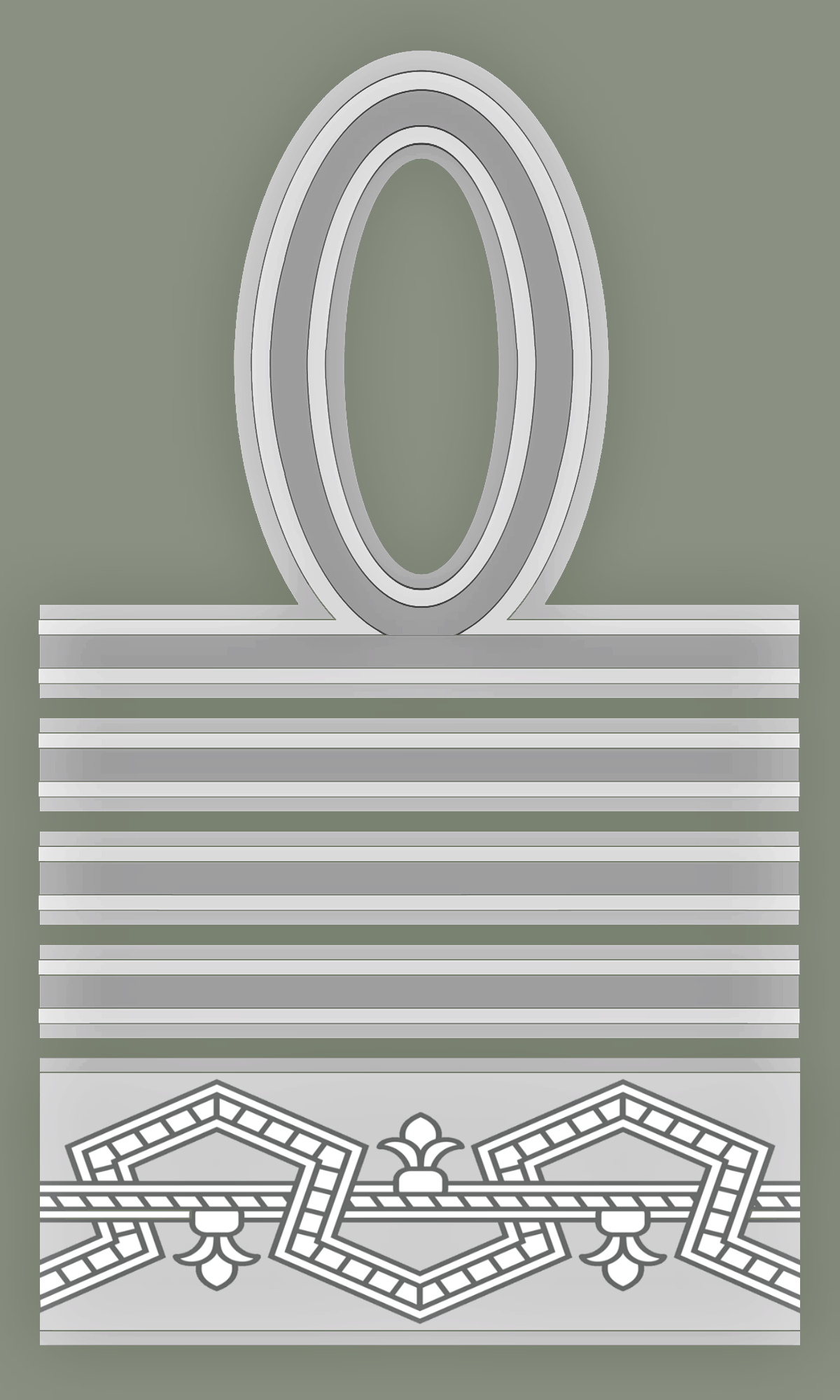
Marshal of Italy sleeve rank insignia (1933-1945).

イタリア王国元帥 (Maresciallo d'Italia) はサヴォイア朝イタリア王国における王立陸軍の最高階級を指す。
本記事では王立海軍の元帥職（Grande Ammiraglio）と王立空軍の元帥職（Maresciallo dell'Aria）、及びイタリア植民地帝国の大元帥職（帝国元帥首席、Primo maresciallo dell'Impero）についても併記する。

## 元帥（陸海空軍）

### 第一次世界大戦と戦間期

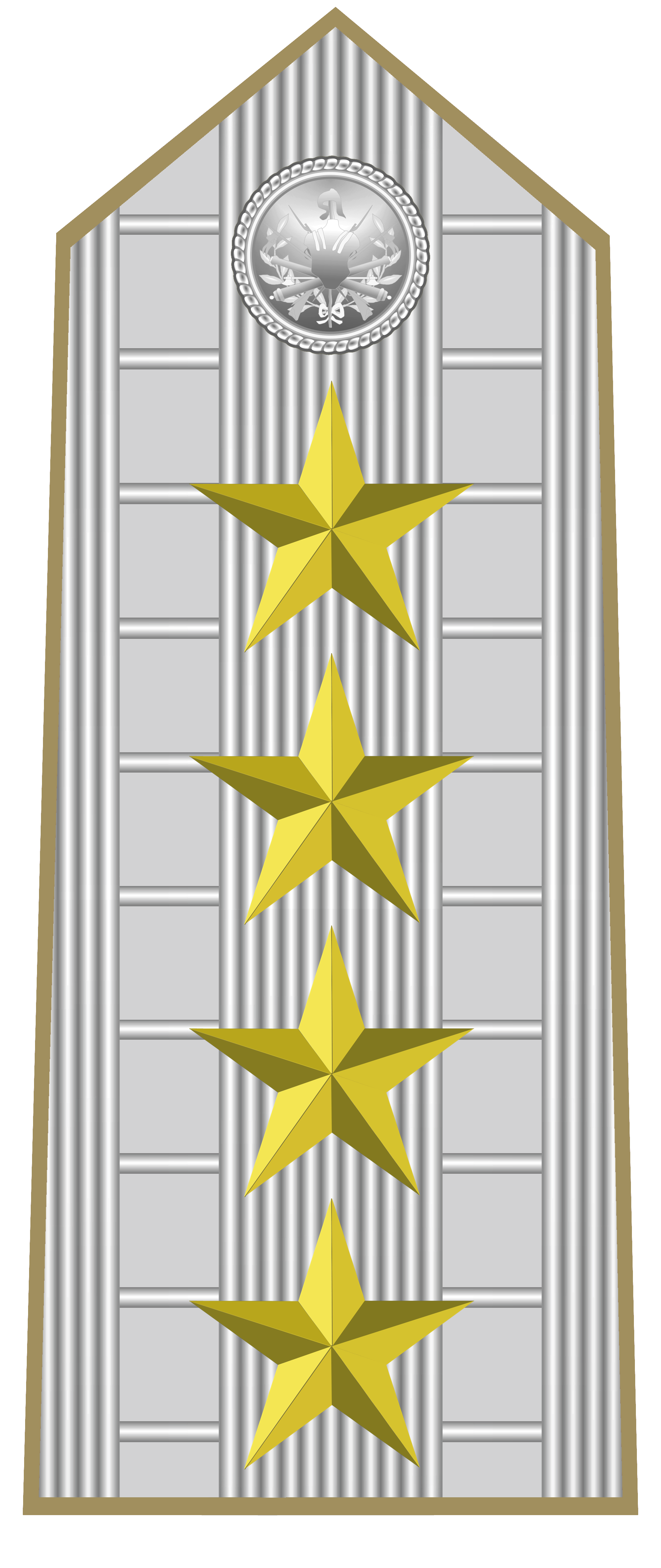
Insignia for the shoulder of the rank of Marshal of Italy (1945-1947).

リソルジメントを経て成立したサヴォイア朝イタリア王国においては大将職が陸海軍の最高階級とされ、当初は元帥職は設置されていなかった。この制度は19世紀から20世紀初頭まで継続したが、第一次世界大戦後に変化が生じた。同大戦でイタリア王国はイギリス帝国・フランス共和国と並んで協商国軍の中心国となり、ドイツ帝国・オーストリア＝ハンガリー帝国を中心とする中央同盟に勝利して戦勝国による国際連盟の常任理事国となった。
1924年11月4日、退役兵の支持を集めて王国首相（後に国家統領）となった国家ファシスト党のベニート・ムッソリーニ統帥は大戦での勝利を称揚するべく、大戦後半に参謀総長を務めたアルマンド・ディアズ陸軍大将にイタリア王国元帥の称号を与え、任官した。ちなみに大戦前半に参謀総長を務め、軍事的失策から更迭されたルイージ・カドルナ大将も同時に任官されているが、これはディアズの元上官であるカドルナの面目を失わせない為の温情と一般に見なされている。海軍からはオーストリア帝国海軍の戦艦セント・イシュトヴァーンを撃沈して勇名を馳せたMAS魚雷艇部隊の設立など、大戦時の海軍指揮に活躍したパオロ・タオン・ディ・レヴェル提督が海軍元帥（Grand Admiral）に任官されている。
1926年6月25日、大戦後半部の第3軍司令官であり、サヴォイア家の構成員でもある第2代アオスタ公爵エマヌエーレ・フィリベルト・ディ・サヴォイア＝アオスタが任官したのを始めとして、エンリコ・カヴィーリャ陸軍大将（第8軍司令官）、ガエタノ・ジャルディーノ陸軍大将（第4軍司令官）、グリエルモ・ペコリ・ジラルディ陸軍大将（第1軍司令官）ら大戦時の軍司令官達から新たに元帥が選出された。また当時の陸軍参謀総長であったピエトロ・バドリオ陸軍大将は大戦時点では将校だったが、逸速く元帥任官を果たしている。
ファシスト四天王の一人で陸軍組織から独立した王立空軍を率いるイタロ・バルボ空軍大臣が自ら大西洋無着陸飛行を成功させ、バルボとイタリア空軍は世界的な名声を獲得した。1933年8月13日、バルボは空軍元帥（Maresciallo dell'Aria）に任官された。1935年11月16日、同じくファシスト四天王の一人で主に退役兵層を取り纏めていたエミーリオ・デ・ボーノ陸軍大将が8人目の陸軍元帥に任官された。1936年5月9日、第二次エチオピア戦争終結後、ピエトロ・バドリオ元帥の副官としてソマリランド方面軍を指揮したロドルフォ・グラツィアーニ陸軍大将が元帥に任官された。

### 第二次世界大戦
第二次世界大戦が勃発すると開戦後の躓きの責任を取って辞任したバドリオ元帥に代わってウーゴ・カヴァッレーロ陸軍大将が陸軍参謀総長となった。1942年7月1日、カヴァッレーロ参謀総長は元帥に任官されたが、バドリオ元帥同様に形勢立て直しに失敗して1943年7月に役職から解任されている。1942年8月12日、ドイツアフリカ軍団を指揮するドイツのエルヴィン・ロンメルが同国元帥に昇進した事から、指揮系統上の齟齬を避ける為にリビア総督エットーレ・バスティコ陸軍大将が元帥に任官された。1942年10月29日、サヴォイア家の王太子であるウンベルト・ニコラ・トンマーゾ・ジョヴァンニ・マリーア王子（後にイタリア王ウンベルト2世として即位）が父王ヴィットーリオ・エマヌエーレ3世によって元帥に任官された。
敗戦が近付く中、東部戦線でサヴォイア竜騎兵連隊などを率いて軍功を挙げたジョヴァンニ・メッセ陸軍大将がイタリア・ドイツ戦車軍の総司令官として独伊両軍兵士の武装解除を決断した際、本国政府から陸軍元帥に任命された。同年にムッソリーニの失脚とドイツの介入でイタリア王国が内戦状態に陥り、戦後に成立したイタリア共和国では1947年に元帥職が廃止された。よってジョヴァンニ・メッセ元帥がイタリア王国元帥として任官された最後の人物となる。

## 大元帥（元帥首席、帝国元帥首席）

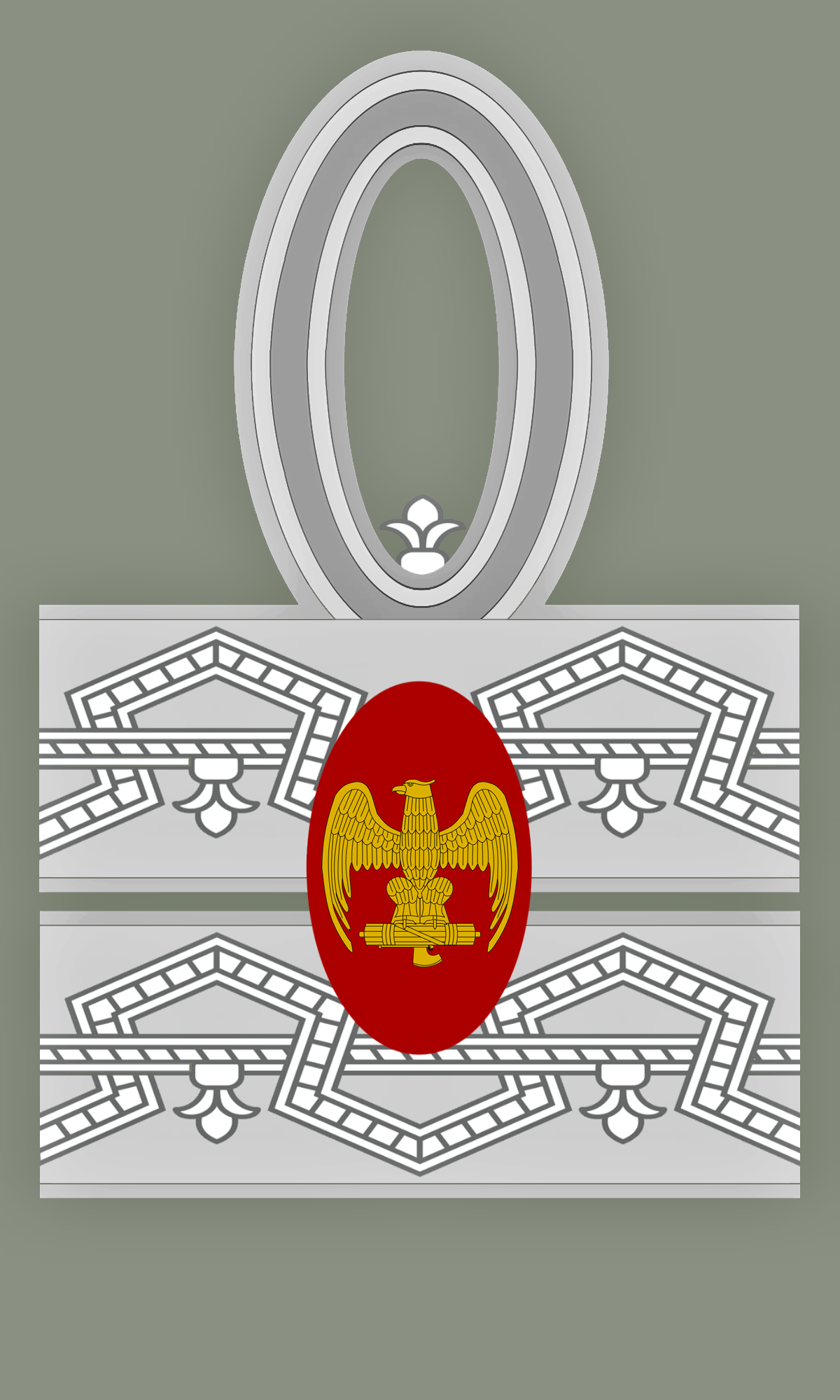
First marshal of the empire sleeve rank insignia.

ファシスト政権による独裁体制が長期化する過程で、その指導者であるベニート・ムッソリーニは王国首相に代わる役職として国家統領職を制定した。議会の指導を受けない同職の設置・就任でムッソリーニの政治的権力は確立されたが、軍事的権力（統帥権）はイタリア王ヴィットーリオ・エマヌエーレ3世と王家（サヴォイア朝）に握られていた。1936年5月5日、第二次エチオピア戦争での勝利で同国はイタリア王国の同君連合として統治される時代を迎えた。イタリア王はエチオピア皇帝を兼務する存在となり、双方を合わせてイタリア植民地帝国（Impero coloniale italiano）と呼称された。後にエチオピア領に周辺の植民地を合わせて東アフリカ帝国として再編された。
1938年3月30日、ムッソリーニはサヴォイア朝の下で治められる全ての国（イタリア植民地帝国）の最高司令官職として、王国元帥の上位に位置する大元帥職（帝国元帥首席、Primo maresciallo dell'Impero）を制定した。そしてサヴォイア朝の当主たるヴィットーリオ・エマヌエーレ3世と、治世を預かる自身が最初の大元帥へ就任する事を宣言した。大元帥への共同就任により依然としてサヴォイア家の後見を受ける形ではあるものの、ムッソリーニは統帥権の獲得にも成功した。
サヴォイア家にとってはサルデーニャ王国時代に発生した1848年革命への対応として、当時の家長カルロ・アルベルト・ディ・サヴォイアが制定した憲法（アルベルト憲法）以来、サヴォイア家の軍隊をサヴォイア家以外の人物に預けた唯一の例となった。

## 元帥一覧

### 大元帥
| 氏名                            | 任官日        | 任官時の役職           |
| ------------------------------- | ------------- | ---------------------- |
| ヴィットーリオ・エマヌエーレ3世 | 1938年3月30日 | イタリア植民地帝国皇帝 |
| ベニート・ムッソリーニ          | 1938年3月30日 | 国家統領               |

### 陸軍元帥
| 氏名                                                           | 任官日         | 軍歴                                       |
| -------------------------------------------------------------- | -------------- | ------------------------------------------ |
| アルマンド・ディアズ陸軍大将                                   | 1924年11月4日  | 陸軍参謀総長、陸軍大臣                     |
| ルイージ・カドルナ陸軍大将                                     | 1924年11月4日  | 陸軍参謀総長、協商国最高司令部イタリア代表 |
| アオスタ公エマヌエーレ・フィリベルト・ディ・サヴォイア陸軍大将 | 1926年6月25日  | 軍司令官                                   |
| エンリコ・カヴィーリャ陸軍大将                                 | 1926年6月25日  | 陸軍大臣                                   |
| ガエタノ・ジャルディーノ陸軍大将                               | 1926年6月25日  | 軍司令官                                   |
| グリエルモ・ペコリ・ジラルディ陸軍大将                         | 1926年6月25日  | 軍司令官                                   |
| ピエトロ・バドリオ陸軍大将                                     | 1926年6月25日  | 陸軍参謀総長                               |
| エミーリオ・デ・ボーノ陸軍大将                                 | 1935年11月16日 | 軍司令官                                   |
| ロドルフォ・グラツィアーニ陸軍大将                             | 1936年5月9日   | 陸軍参謀総長                               |
| ウーゴ・カヴァッレーロ陸軍大将                                 | 1942年7月1日   | 陸軍参謀総長                               |
| エットーレ・バスティコ陸軍大将                                 | 1942年8月12日  | 軍司令官                                   |
| ウンベルト2世王太子                                            | 1942年10月29日 | 軍司令官                                   |
| ジョヴァンニ・メッセ陸軍大将                                   | 1943年5月12日  | 陸軍参謀総長                               |

### 海軍元帥
| 氏名                                   | 任官日        | 軍歴         |
| -------------------------------------- | ------------- | ------------ |
| パオロ・タオン・ディ・レヴェル海軍大将 | 1924年11月4日 | 海軍総司令官 |

### 空軍元帥
| 氏名           | 任官日        | 任官時の役職 |
| -------------- | ------------- | ------------ |
| イタロ・バルボ | 1933年8月13日 | 空軍大臣     |